# 王政復古 (日本)

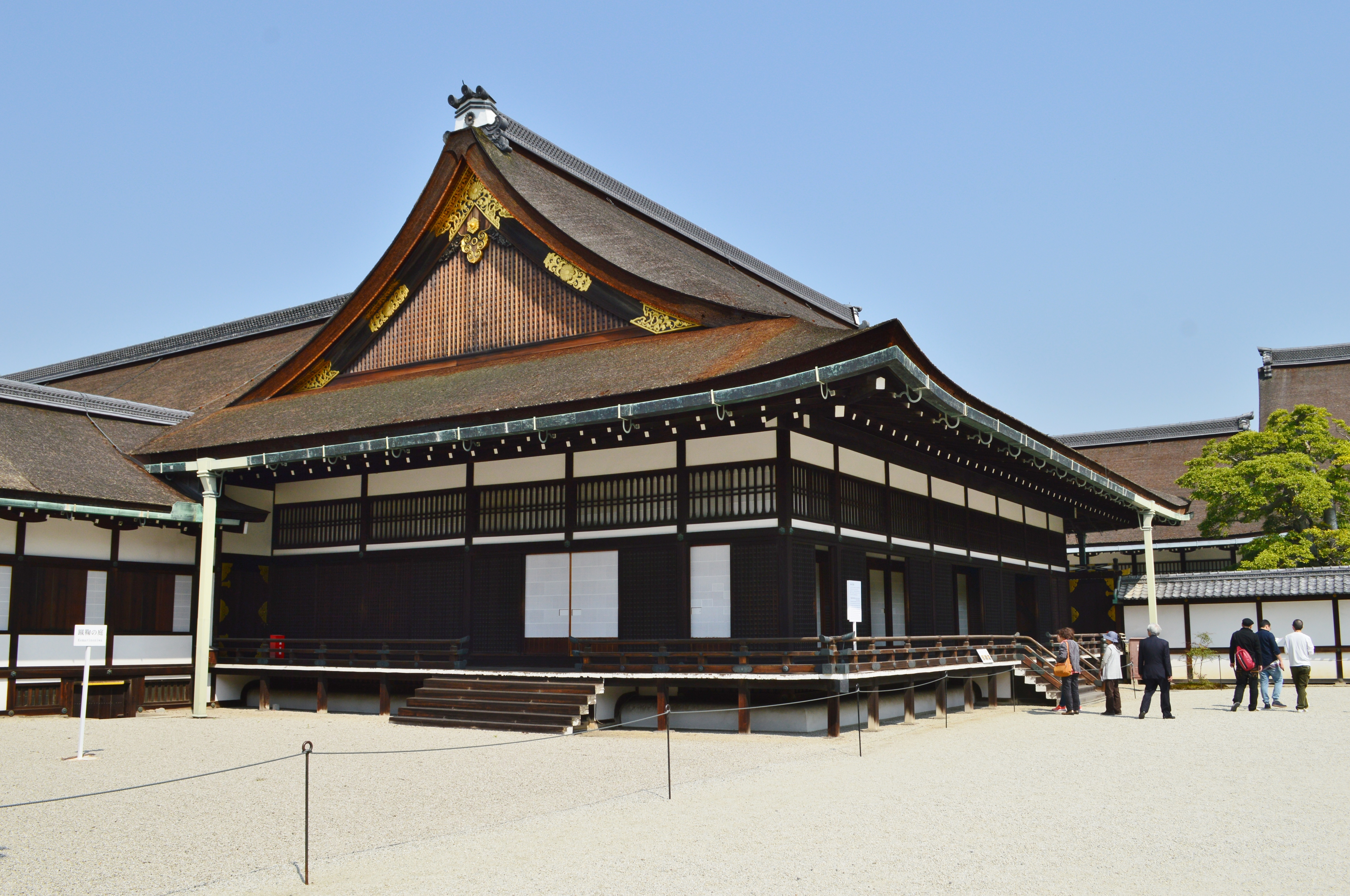
「王政復古（日本）」が発せられた京都御所の御学問所が現存している。

日本における王政復古（おうせいふっこ）は、明治維新により武家政治を廃し君主政体に復した政治転換を指す語。岩倉具視ら倒幕派公卿と、尾張藩、越前藩、土佐藩、安芸藩、薩摩藩の5藩による政変、革命であり、これに対し幕府体制派は戊辰戦争を展開した。
江戸幕府第15代将軍・徳川慶喜の大政奉還を受けて、慶応3年12月9日（1868年1月3日）、京都御所の御学問所にて明治天皇より勅令「王政復古の大号令」が発せられ、江戸幕府廃止、同時に摂政・関白等の廃止と三職の設置、諸事神武創業のはじめに基づき、至当の公議をつくすことが宣言され、新政府が成立した。
大政奉還後も朝廷の委任により当面庶政を担っていた幕府はこれによって廃絶を宣言されたが、同時に朝廷（摂関以下の公家衆の機構）もまた廃絶となり、「天下の公議」による政治を行うため、天皇の下で従来の朝廷の身分秩序を超えて公家・諸大名・諸藩士から登用する新政府が発足することとなった。しかし、そこから排除された徳川家・旧幕府勢力の実体は依然存在しており、慶喜らの新政府への参画を支持する勢力もあったことから、岩倉具視や薩摩藩の西郷隆盛・大久保利通ら徳川排除派が中心となって戊辰戦争へ突入していった。

## 背景
王政復古による新体制の樹立までには、幕末開国以来の新たな世界情勢に対応して日本の近代化・国力養成を進めるための政治体制が構想・模索されてきた経緯がある。「王政復古」「尊王攘夷」とは、始皇帝以前の周王を最高位とする古典概念にもとづく。よって皇政復古と呼ばれない。西洋の絶對王政の名は明治維新まで日本に無かった。

### 開国と幕権の動揺
江戸時代後期、国学の進展などにより知識人の間に尊皇思想が広がっていった。一方、幕府支配の正当性の根拠を大政委任論に求める見解も、江戸初期の禁中並公家諸法度（第1条）よりその萌芽は見られたが、幕政の建て直し（寛政の改革）を主導した老中・松平定信が朱子学を推奨したことで、浸透したとされる。いずれにしても正当性の源泉を天皇に認める点は共通しており、その権威は広く認識されるようになっていた。
幕末の黒船来航（1853年）以後、開国・通商をめぐって国論は二分する。二百年来の鎖国方針の大転換、それも西洋の軍事的脅威に屈した結果と受け取られたことで幕府の威信は急落し、幕府は沸騰する攘夷論を抑えて通商条約を締結するために朝廷の権威に頼らざるを得なくなっていた。
当時、病弱な将軍・徳川家定の継嗣問題をめぐり、幕閣・諸大名の間に一橋派と南紀派の対立が生じた。老中・阿部正弘、島津斉彬（薩摩藩主）、伊達宗城（宇和島藩主）、徳川斉昭（前水戸藩主）、徳川慶勝（尾張藩主）、山内容堂（土佐藩主）、松平春嶽（越前藩主）ら一橋派が、斉昭の子で御三卿一橋家当主の徳川慶喜擁立を図るのに対し、井伊直弼（彦根藩主）ら南紀派は、将軍・家定の従弟・徳川慶福（紀州藩主）を支持していた。幕政の埒外に置かれていた親藩や外様雄藩も参画する挙国一致の新体制の構築をめざす勢力と、従来の幕府体制の堅持を志向する幕閣、譜代中心の保守派の対立であった。
安政5年（1858年）4月、井伊直弼が大老に就任、6月には徳川慶福が将軍継嗣と定まり、南紀派が勝利する。同時期から9月にかけて安政五カ国条約の調印がなった。孝明天皇の攘夷の意志は強固で勅許を得られぬままの調印であったため、攘夷論は尊王論と結びつき幕府を非難する声はいっそう激しく、また開国論者の多い一橋派からも無勅許調印である点が攻撃された。井伊は安政の大獄を断行してこの動きを弾圧するが、これに反発する水戸浪士らに暗殺された（桜田門外の変（1860年））。
井伊の死後、老中首座の安藤信正らは、尊王論を立てて幕府に反発する勢力を鎮めるため、公武合体によって幕府の権威を回復すべく、以前から検討されていた孝明天皇の妹・親子内親王（和宮）と将軍家茂（慶福改め）の結婚を推進した。交渉は難航したが、侍従・岩倉具視が天皇の諮問に対して破約攘夷を条件とする降嫁の承認を進言し、天皇は将来の攘夷実行に期待してこれを勅許した。和宮は文久元年（1861年）11月に江戸に下り、翌年2月に婚儀が行われたが、その間安藤はこの政略結婚に反発した水戸脱藩浪士らに襲われて負傷し（坂下門外の変）、4月に老中を罷免された。

### 公議政体の模索
佐久間象山、横井小楠といった人々の間では、情緒的・短絡的な鎖国攘夷は通用しないが、かといって幕府の弥縫的姿勢による開国では西洋と対等の外交、通商関係は望めず、先進的な産業や技術を導入して経済力、海軍力を蓄え、国力、制度を整備する必要があると認識されていた。その実現のためには譜代と幕臣に国政が独占されている従来の体制を変革し、より広く人材、意見を取り入れる仕組み（公議政体）を求める声が、諸藩、在野の開明派論者や一橋派諸侯のみならず幕府内からも上がっていた。
長州藩では長井雅楽が航海遠略策において開国通商による国力養成・海外雄飛を提唱し、一時は藩論に採用され、さらに幕府老中・安藤信正、久世広周らもこれを支持した。ただ、長井の思想は体制変革等の具体的方策にまで及ぶものではなかった。やがて安藤、久世が坂下門外の変で失脚、長州藩では久坂玄瑞ら尊攘派が勢いを盛り返し、その工作によって朝廷からも長井の説は退けられてしまう。
文久2年（1862年）4月、離京する長井と入れ替わりに薩摩藩の島津久光（藩主・茂久の父、前藩主・斉彬の弟）が藩兵千名を率いて上洛した。薩摩が目指したのは、かつて一橋派の試みた親藩、先進外様雄藩が国政に参加する体制、かつ朝廷・幕府の二元体制の統合であった。この頃、京都は和宮降嫁に刺激された浪士が集まり長州藩も活発に工作を行うなど尊攘派の勢いが増して不穏な状況となっており、朝廷は久光に浪士鎮撫の勅命を下した。久光はこれに応じ、寺田屋騒動で自藩の尊攘過激派をも粛清して信頼を得ると、幕政改革案を朝廷に提示する。これに基づき改革を命じる勅使が久光とともに江戸に下り、幕府は文久の改革を実施するに至った。徳川慶喜が将軍後見職に、松平春嶽が政事総裁職に就任し、従来は幕政に参画する立場になかった徳川一門の両名を首脳に据える体制がまず発足した。
文久3年（1863年）八月十八日の政変で、薩摩藩は京都守護職の会津藩と同盟を結び、長州藩および三条実美ら尊攘派公卿を京都から一掃する。朝廷は、島津久光、徳川慶喜、松平春嶽、伊達宗城、山内容堂ら開明派諸侯に上洛を命じ、これを受けた諸侯は年末にかけて相次ぎ入京。久光は、諸侯合議による公議政体の設立に協力を求め、春嶽、宗城、京都守護職・松平容保らもこれに賛同する。朝廷はこれら諸侯を朝廷参預に任命し、朝廷会議に参加させることとした。また、翌元治元年（1864年）2月に将軍・家茂が上洛すると、参預諸侯は老中部屋への参入も許された。ここにはじめて、天皇と将軍の下に一元化され、親藩・外様雄藩が合議する公議政体が発足した。

### 参預会議の頓挫と一会桑体制
ところが、一橋派の将軍候補であり薩摩藩がその擁立に心血を注いできた慶喜自身、この時点では公議政体志向の持ち主ではなかった。久光の主導権を快く思わない慶喜は、将軍が朝廷に攘夷実行を誓約していることを楯に横浜鎖港を主張し、参預諸侯との間に摩擦を生じる言動をとり始める。諸侯は相次いで帰国し、参預会議はごく短期間のうちに瓦解することとなった。
参預会議瓦解後の同年3月25日、慶喜は禁裏御守衛総督兼摂海防禦指揮に任ぜられた。慶喜は京に留まり、京都守護職の会津藩および京都所司代の桑名藩を従え、また八月十八日政変以後の朝廷首脳である関白・二条斉敬や中川宮朝彦親王とも提携し、公議政体によらない新たな公武合体体制を構築した（一会桑体制）。以後数年の間、この体制が京都政局を主導していくこととなる。

### 公議政体論の展開から大政奉還へ

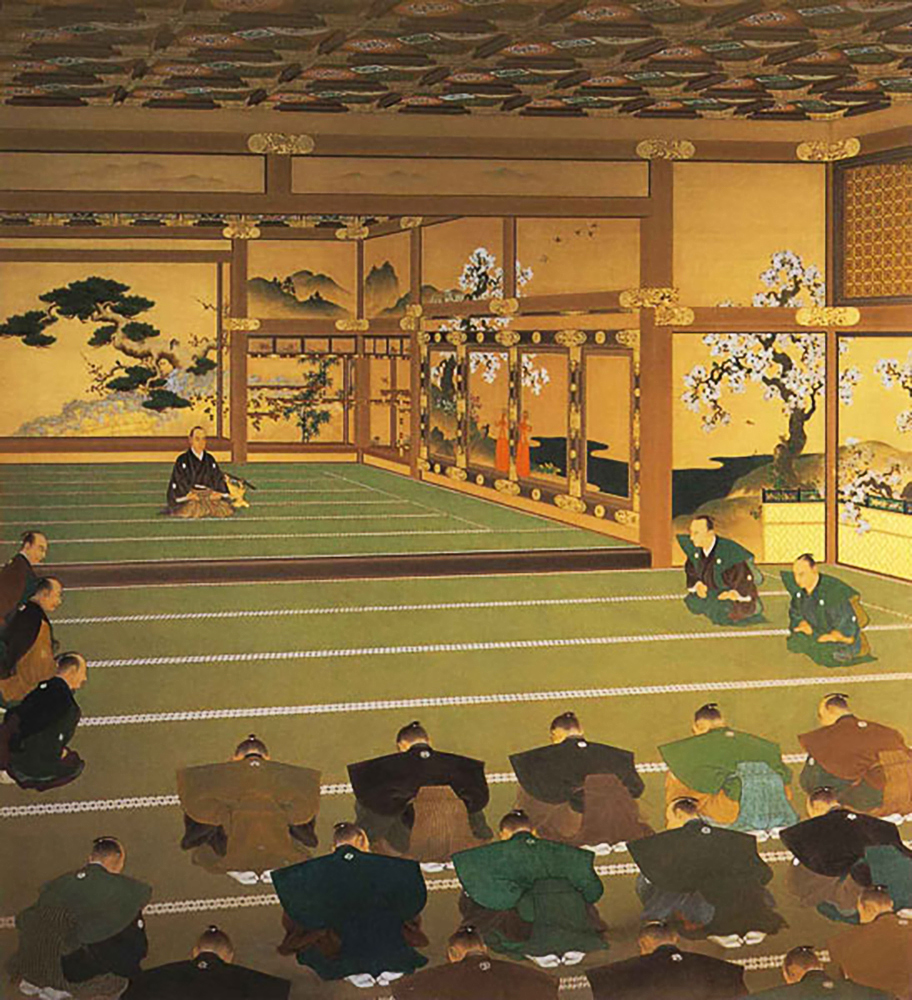
「大政奉還図」 邨田丹陵 筆

文久2年の時点で、当時外国奉行であった幕臣の大久保一翁（忠寛）は、「攘夷は得策ではなく、朝廷が開国を認めず攘夷実行を迫るならば、徳川家は政権を返上して諸侯の列に下るべきである」という大政奉還論を松平春嶽に述べている。参預会議が徳川将軍の権威を上に戴く体制だったのに対し、一翁の論は徳川家を諸侯と同列に置く形の公議政体論であった。これに春嶽やその政治顧問の横井小楠、幕臣の勝海舟（義邦）、海舟門下の土佐脱藩浪士・坂本龍馬などは感服しているが、幕府要人一般からは不興を買うものであった。
王政復古政変の直接の原因となったのは慶応3年（1867年）5月の四侯会議の設置とその崩壊である。雄藩側は公議政体への国政の移管を目指したが、将軍・慶喜の政治力の前に失敗し、大久保利通・小松清廉・西郷隆盛ら薩摩藩首脳は従来の公議政体路線から武力倒幕へ方針を転換した。ただし、この段階でも薩摩藩全体が武力倒幕で一致していたわけではなく、大久保らは国許の出兵反対論を抑えるため、岩倉具視を通じて討幕の密勅の降下を求めた。
しかし将軍慶喜は、ここにおいて土佐藩の建白を容れ、10月14日に大政奉還を上奏し（翌15日に勅許）、260年以上にわたって幕府（徳川将軍家）が保持していた政権を朝廷に返上する旨を表明した。慶喜は幕府体制の行き詰まりを自覚し、天皇の下に一元化される新体制において自らが主導的役割を果たす道を見出そうとしたといわれる。

### 諸侯会議の召集
朝廷は諸侯会議を召集して合議により新体制を定めることとし、徳川慶勝（尾張藩）、松平春嶽（越前藩）、島津久光（薩摩藩）、山内容堂（土佐藩）、伊達宗城（宇和島藩）、浅野茂勲（芸州藩）、鍋島直正（肥前藩）、池田茂政（慶喜の実弟、備前藩）ら諸藩に上洛を命じた。新体制発足までは幕府に引き続き国内統治を委任することとし、幕府はなおその間存続した。
倒幕派の岩倉具視や薩摩藩は、大政奉還によっていったん討幕の名分を失わせられた上、朝廷が従来の機構や門流支配を温存し親徳川派の摂政・二条斉敬や賀陽宮朝彦親王（中川宮、維新後久邇宮）に主催されたままでは自分たちの意向も反映されず、来たるべき諸侯会議も慶喜を支持する勢力が大きければ、結局新体制は慶喜を中心とするものになってしまうという懸念があった。これを阻止するため、明治天皇や自派の皇族・公家を擁して二条摂政・朝彦親王らの朝廷首脳を排除し、機構・秩序の一新された（慶喜抜きの）新体制を樹立する政変計画を練った。薩摩・長州・芸州3藩は藩論をまとめ、政変のための出兵同盟を締結する。
諸大名は諸侯会議の召命を受けても形勢傍観の構えを取る者が多く、11月中に上洛した雄藩は薩摩・芸州・尾張・越前のみで、12月8日に至ってようやく土佐の山内容堂が入京した。

## 経過

### 政変の勃発

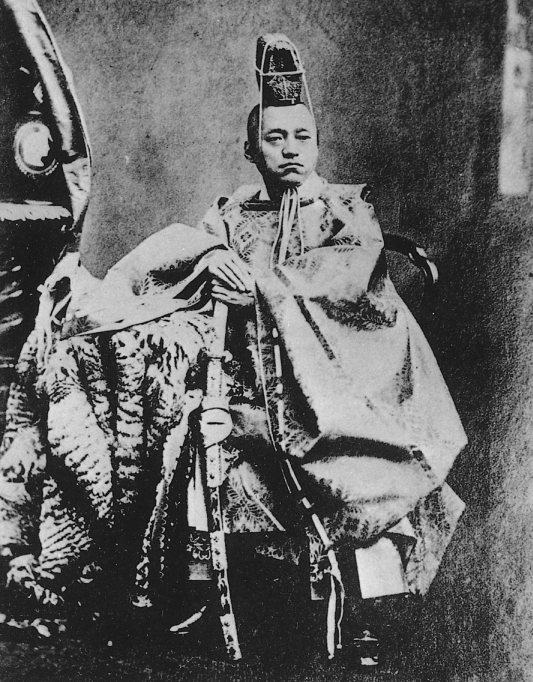
中心的な役割を果たした岩倉具視

前述の四侯会議における主要な政治的争点は、幕府（文久遣欧使節）が結んだロンドン覚書に基づく兵庫開港問題であった。この国際合意上の開港期日はグレゴリオ暦1868年元日(慶応3年12月7日)である。慶応3年10月の大政奉還により雄藩側の政治的正統性が失われた状態で、兵庫開港が予定通り実行されることは、慶喜の政治的復権を内外に強く印象付けることになる。雄藩側としては、政変を起こすのであれば、少なくとも1868年1月1日(慶応3年12月7日)から遠く遅れない時期に起こさなければ、時期を逸することになる。そこで、具体的な政変の実行について、大久保らは当初、開港翌日の慶応3年12月8日(1868年1月2日)を予定していた。しかし土佐の後藤象二郎から2日延期を要請され、やむなく1日延期して翌慶応3年12月9日（1868年1月3日）に決行することとした。その前夜、岩倉具視は自邸に薩摩・土佐・安芸・尾張・越前各藩の重臣を集め、王政復古の断行を宣言し、協力を求めた。こうして、5藩の軍事力を背景とした政変が実行に移されることとなるが、政変参加者の間において、新政府からの徳川家の排除が固まっていた訳ではない。越前藩・尾張藩ら公議政体派は徳川家をあくまで諸侯の列に下すことを目標として政変に参加しており、実際に親藩である両藩の周旋により年末には慶喜の議定就任が取り沙汰されるに至っている。

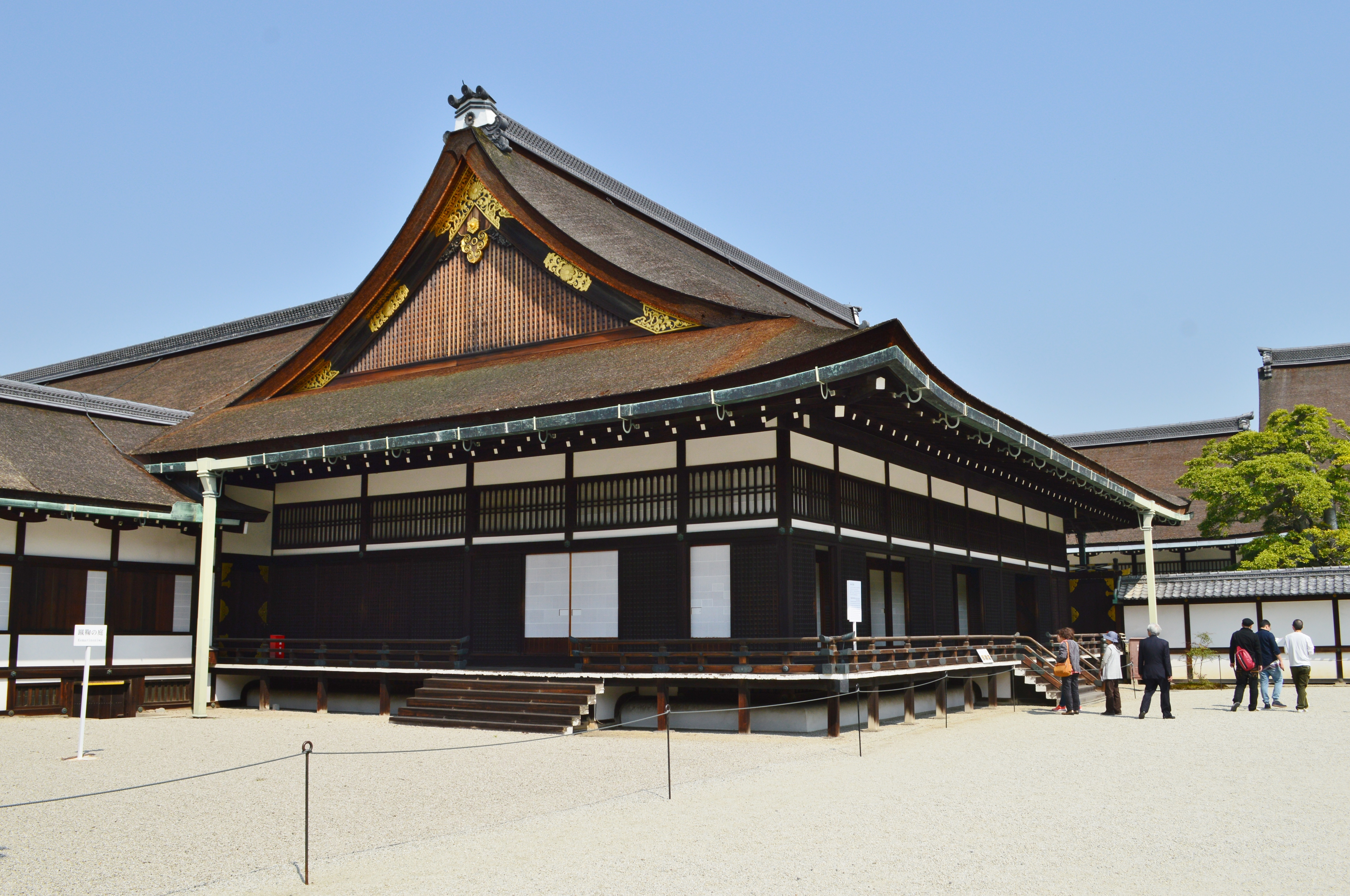
「王政復古の大号令」が発せられた京都御所の御学問所が現存している。

また、大久保らは政変にあたって、大政奉還自体に反発していた会津藩らとの武力衝突は不可避と見ていたが、二条城の徳川勢力は報復行動に出ないと予測しており、実際に慶喜は政変3日前の慶応3年12月6日（1867年12月31日）に越前側から政変計画を知らされていたものの、これを阻止する行動には出なかった。兵力の行使は新政府を樹立させる政変に際し、付随して起こることが予想された不測の事態に対処するためのものであり、徳川家を滅ぼすためのものではなかった。
慶応3年12月8日（1868年1月2日）夕方から翌朝にかけて摂政二条斉敬が主催した朝議では、長州藩主・毛利敬親、広封父子の官位復旧と入京の許可、岩倉ら勅勘の堂上公卿の蟄居赦免と還俗、九州にある三条実美ら五卿の赦免などが決められた。これが旧体制における最後の朝議となった。
慶応3年12月9日（1868年1月3日）、朝議が終わり公家衆が退出した後、待機していた5藩の兵が御所の九門を封鎖した。御所への立ち入りは藩兵が厳しく制限し、二条や朝彦親王ら親幕府的な朝廷首脳も参内を禁止された。そうした中、赦免されたばかりの岩倉らは、天皇出御のうえ御所の御学問所に参内して「王政復古の大号令」を発し、新政府の樹立を決定、新たに置かれる三職の人事を定めた。

### 王政復古の大号令
「王政復古の大号令」の内容は以下のとおりである。
1. （慶応3年10月24日に徳川慶喜が申し出た）将軍職辞職を勅許。
2. 京都守護職・京都所司代の廃止。
3. 幕府の廃止。
4. 摂政・関白の廃止。
5. 新たに総裁・議定・参与の三職をおく。

この宣言は、12月14日に諸大名に、16日に庶民に布告された。慶喜の将軍辞職を勅許し、一会桑体制を支えてきた会津藩・桑名藩を追うことで、慶喜の新体制への参入を排しつつ、一方では従来からの摂政・関白以下の朝廷機構の政治権力を復活させるのでもなく、五摂家を頂点とした公家社会の門流支配をも解体し、天皇親政・公議政治の名分の下、一部の公家と5藩に長州藩を加えた有力者が主導する新政府を樹立するものであった。

### 三職
このとき三職に任命されたのは以下の人物である（この三職制度は翌慶応4年閏4月の政体書によって廃止され、太政官制度に移行した）。
総裁有栖川宮熾仁親王
議定仁和寺宮嘉彰親王、山階宮晃親王、中山忠能、正親町三条実愛、中御門経之、島津茂久（薩摩藩）、徳川慶勝（尾張藩）、浅野茂勲（芸州藩）、松平春嶽（越前藩）、山内容堂（土佐藩）
参与岩倉具視、大原重徳、万里小路博房、長谷信篤、橋本実梁、尾張藩士三人（丹羽賢、田中不二麿、荒川甚作）、越前藩士三人（中根雪江、酒井十之丞、毛受洪）、芸州藩士三人（辻将曹、桜井与四郎、久保田平司）、土佐藩士三人（後藤象二郎、神山左多衛、福岡孝弟）、薩摩藩士三人（西郷隆盛、大久保利通、岩下方平）

### 小御所会議

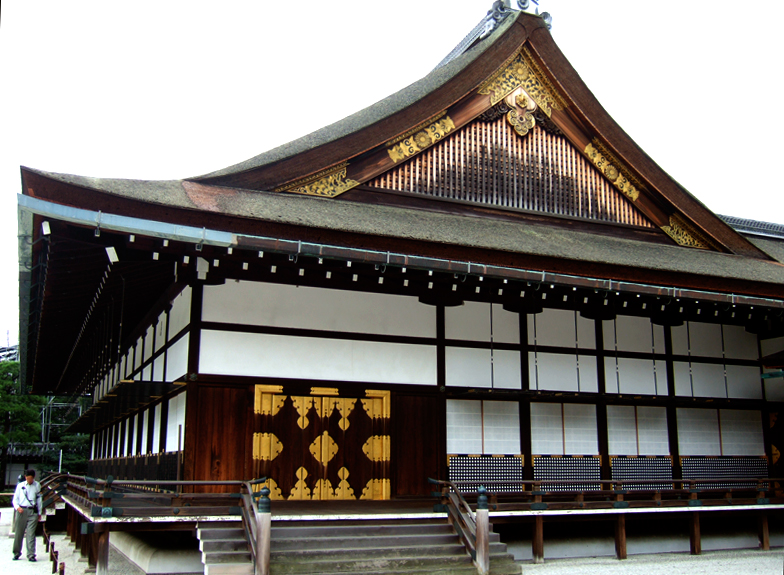
小御所会議が開かれた当時の小御所は、昭和29年鴨川の花火によって焼失。現在は昭和33年に再建されたもの（写真）を拝観できる

12月9日18時頃から、御所内・小御所にて明治天皇臨席のもと、最初の三職会議が開かれた。山内容堂ら公議政体派は、慶喜の出席が許されていないことを非難し、慶喜を議長とする諸侯会議の政体を主張した。これに対し岩倉、大原らははじめ押されていたが、容堂が「そもそも今日の事は一体何であるか。二、三の公家が幼沖なる天子を擁して陰謀を企てたものではないか」と詰問すると、岩倉が「今日の挙はことごとく天子様のお考えの下に行われている。幼き天子とは何事か」と失言を責めたため、容堂も沈黙したという。この時点で辞官納地（慶喜の内大臣辞任と幕府領の全納）は決まってはいなかったが、岩倉らは徳川政権の失政を並べ「辞官納地をして誠意を見せることが先決である」と主張する。
容堂らは慶喜の出席を強く主張して両者譲らず、遂に中山忠能が休憩を宣言した。同会議に出席していた岩下方平は、西郷隆盛に助言を求めた。西郷は「ただ、ひと匕首（あいくち＝短刀）あるのみ」と述べ、岩倉を勇気付ける。このことは芸州藩を介して土佐藩に伝えられ、再開された会議では反対する者がなく、岩倉らの主導で会議は進められ辞官納地が決した（ただし400万石全納から松平春嶽らの努力で200万石半納になった）。
なお、容堂が慶喜の即時招致を求めて激しい議論を行ったことは、同時代史料が一致して記載している事柄であるが、これに反論して岩倉が一喝したという著名な挿話については、同時代史料に記載がなく、1906年に完成した『岩倉公実記』において初めて登場する。このため、「岩倉の一喝」についてはその存在を否定する見解がある。

## 変後の展開
12月10日、慶喜は自らの新たな呼称を「上様」とすると宣言して、征夷大将軍が廃止されても「上様」が幕府の機構を生かしてそのまま全国支配を継続する意向を仄めかした。また、薩長らの強硬な動きに在京の諸藩代表の動揺が広がった。そこへ土佐藩ら公議政体派が巻き返しを図り、12日には肥後藩・筑前藩・阿波藩などの代表が御所からの軍隊引揚を薩長側に要求する動きを見せた。そこで13日には岩倉や西郷は妥協案として辞官納地に慶喜が応じれば、慶喜を議定に任命するとともに「前内大臣」としての待遇を認めるとする提案を行わざるを得なくなった。これによって辞官納地も有名無実化される寸前になり、16日には慶喜がアメリカ・イギリス・フランス・オランダ・イタリア・プロイセンの6ヶ国公使と大坂城で会談を行ない、内政不干渉と外交権の幕府の保持を承認させ、更に19日には朝廷に対して王政復古の大号令の撤回を公然と要求するまでになった。
これに対して12月22日に朝廷は、
という告諭を出した。これは事実上徳川幕藩体制による大政委任の継続を承認したと言えるもので、王政復古の大号令は取り消されなかったものの、慶喜の主張が完全に認められたものに他ならなかった。
だが、この事態に危機感を抱いた薩摩藩の暗躍に旧幕府側の強硬派が乗せられ、慶応4年1月3日に鳥羽・伏見の戦い（戊辰戦争）に突入することになる。この戦いで旧幕府軍は薩長軍に敗退し、旧幕府方の敗勢を知った朝廷は仁和寺宮嘉彰親王を征討大将軍に任命すると共に、錦の御旗と節刀を与え、新政府軍を官軍とした。窮地にあった新政府は息を吹き返し、一方の旧幕府側は「朝敵」として窮地に陥る事となった。

このとき、容堂は岩倉に「この戦は薩長の起こした不当な戦である！」と抗議したが、岩倉より「わかった。ならば土佐藩は慶喜側につきなさい」と一喝されて、沈黙してしまったという。その後、容堂は土佐藩の軍勢を乾退助に委ね、薩長側と同一歩調を取るようになった。
ただ、いまだに関東を中心に旧幕府の勢力圏が広がっている中で、朝廷が真の意味で倒幕を実現させるまでにはなお時間を要した。4月11日、新政府軍が江戸総攻撃を中止する代わりに、旧幕府の本拠地・江戸城を明け渡させ、幕府機構解体を大きく前進させた。旧幕臣・福地源一郎は、著書『幕府衰亡論』の中で「江戸開城を以て江戸幕府は滅亡した」としている。

## その他
- 当時、岩倉等は頻繁に往来して謀議を行ったが、ちょうどこの頃ええじゃないかが発生していて、幕府側に準備を察知されることがなかった。なお維新史では、「王政復古の計画は極秘を要するを以て、品川弥二郎が神符降下の奇瑞を発案し、その喧囂に乗じて計画を進めようとした」とある。